# Tomáš Vlasák
Tomáš Vlasák (* 15. Januar 1975 in Prag, Tschechoslowakei) ist ein ehemaliger tschechischer Eishockeyspieler, der über viele Jahre für den HC Slavia Prag, HC Plzeň und HC Litvínov in der Extraliga auf der Position des rechten Flügelspielers spielte. Darüber hinaus spielte er für den HK Awangard Omsk sowie zehn Partien in der National Hockey League für die Los Angeles Kings.

## Karriere
Tomáš Vlasák begann seine Karriere im Nachwuchs des HC Slavia Prag, für dessen Profimannschaft er in der Spielzeit 1992/93 in der 1. Liga der Tschechoslowakei debütierte. 1993 wechselte er zum HC Litvínov und entwickelte sich in den folgenden fünf Spielzeiten zu einem der besten Scorern der 1993 gegründeten tschechischen Extraliga. Am Ende der Spielzeit 1995/96 erreichte er mit seiner Mannschaft das Playoff-Finale, in dem diese dem HC Petra Vsetín mit 1:4 unterlag. 1998 wurde er vom HPK Hämeenlinna unter Vertrag genommen und konnte in der Saison 1998/99 seine Offensivstärke unter Beweis stellen: Er wurde drittbester Scorer der gesamten Liga, wurde ins All-Star-Team gewählt und erreichte mit seinem neuen Team das Playoff-Halbfinale. In der folgenden Spielzeit wurde er viertbester Scorer der Liga und im Januar 2000 als Spieler des Monats ausgezeichnet.
Zu Beginn der Saison 2000/01 bekam Vlasák die Chance, in der National Hockey League zu spielen. Er wurde von den Los Angeles Kings, von denen er im NHL Entry Draft 1993 in der fünften Runde als insgesamt 120. Spieler ausgewählt wurde, zehnmal in der NHL eingesetzt, wobei ihm ein Tor und drei Assists gelangen. Sein NHL-Debüt gab er am 17. Oktober 2000 gegen die Nashville Predators, sein erstes und einziges Tor gelang ihm am 23. Oktober 2000 gegen die Mighty Ducks of Anaheim. Zudem absolvierte er fünf Spiele für die Lowell Lock Monsters in der American Hockey League. Am 5. Dezember 2000 bekam er die Freigabe der Kings und beendete die Spielzeit beim HPK in Finnland. Im Sommer 2001 unterschrieb er einen Vertrag beim HC Ambrì-Piotta aus der Schweizer Nationalliga A, für den er in 49 Pflichtspielen 46 Scorerpunkte erzielte. Danach wurde er vom HK Awangard Omsk unter Vertrag genommen, wo er erneut offensiv überzeugte und Topscorer der Spielzeit 2002/03 wurde. Ein Jahr später erreichte er mit Awangard den Gewinn der russischen Meisterschaft. Nach diesem Erfolg wechselte er zum Ak Bars Kasan, kehrte aber nach fünf Spielen für Kasan nach Tschechien zurück und spielte fortan wieder für seinen Heimatclub, den HC Slavia Prag.
Mitte der Spielzeit 2006/07 verließ er diesen und wurde vom Linköpings HC verpflichtet. Mit dem schwedischen Topclub erreichte er das Finale um die schwedische Meisterschaft, in dem sein Team MODO Hockey mit 2:4 unterlag. Im Sommer 2007 einigte sich Vlasák mit dem HC Lasselsberger Plzeň auf einen Zweijahresvertrag, wo er zusammen mit Martin Straka zu den besten Stürmern gehörte. Letztlich spielte er bis 2014 für den HC Plzeň, ehe er noch einmal zum HC Slavia Prag wechselte. Nach der Saison 2014/15 beendete er seine Karriere.

### International
Tomáš Vlasák absolvierte sein erstes großes internationales Turnier für die tschechoslowakische Nationalmannschaft bei der U18-Junioren-Europameisterschaft 1992, wo die Auswahlmannschaft die Goldmedaille gewann. Ab 1993 ging er für die tschechischen Auswahlteams aufs Eis und belegte mit der U18-Auswahl bei der U18-Junioren-Europameisterschaft 1993 Platz drei. Ein Jahr später nahm er an der Junioren-Weltmeisterschaft 1994 teil.
Erst 1999 wurde er erneut in die Nationalmannschaft berufen und gewann mit dieser drei Goldmedaillen bei Weltmeisterschaften in Folge: 1999, 2000 sowie 2001. Zudem nahm er an der Weltmeisterschaft 2002 und dem World Cup of Hockey 2004 teil, wo er die Bronzemedaille gewann.

### Als Funktionär und Trainer
Seit 2015 ist Vlasák Sportmanager beim HC Plzeň und übernimmt seit 2016 zudem Traineraufgaben.

## Erfolge und Auszeichnungen
- 1996 Tschechischer Vizemeister mit dem HC Litvínov
- 1999 All-Star-Team der SM-liiga
- 2000 SM-liiga Spieler des Monats (Januar)
- 2003 Topscorer der Superliga
- 2003 Bester Vorlagengeber der Superliga-Playoffs
- 2004 Russischer Meister mit dem HK Awangard Omsk
- 2006 All-Star-Team der Extraliga
- 2007 Schwedischer Vizemeister mit dem Linköpings HC
- 2013 Tschechischer Meister mit dem HC Škoda Plzeň

### International
- 1992 Goldmedaille bei der U18-Junioren-Europameisterschaft
- 1993 Bronzemedaille bei der U18-Junioren-Europameisterschaft
- 1999 Goldmedaille bei der Weltmeisterschaft
- 2000 Goldmedaille bei der Weltmeisterschaft
- 2000 All-Star-Team der Weltmeisterschaft
- 2001 Goldmedaille bei der Weltmeisterschaft

## Statistik

### International
Tomáš Vlasák vertrat die tschechoslowakische Nationalmannschaft bei:
- U18-Junioren-Europameisterschaft 1992

Tomáš Vlasák vertrat die tschechische Nationalmannschaft bei:
| - U18-Junioren-Europameisterschaft 1993 - Junioren-Weltmeisterschaft 1994 - Weltmeisterschaft 1999 - Weltmeisterschaft 2000 | - Weltmeisterschaft 2001 - Weltmeisterschaft 2002 - World Cup of Hockey 2004 |